# 塘山镇
塘山镇，是中华人民共和国江西省南昌市青山湖区下辖的一个乡镇级行政单位。

## 简介
塘山乡成立在1949年之前，1956年成立的七里街道（今青山路街道）经过一段时间的发展已将塘山街（即塘山乡的集镇）划入管辖，1997年塘山乡政府驻塘山村胡家就是现青山路街道的塘山北社区。2000年设塘山镇，2002年之前塘山镇政府搬出唐山街，搬至青山湖北大道和民丰路路口处，故塘山镇政府和塘山不是指同一个地方。
随着南昌向东发展塘山的辖地面积大幅度减少，而2004年的调整塘山镇获得了彭家桥街道大量社区，而沿青山湖东岸的住房开发也大幅度的改变了塘山镇的人口性质。2006年11月10日塘山镇和京东镇、湖坊镇一同附挂街道牌，不过三镇性质依然是镇。

## 历史沿革
1949年为塘山乡。
1956年划出胡村、新何村等村民小组地块成立七里街道（今青山路街道，今青山路街道管辖的塘山北、塘山南社区即胡村、新何村，组成塘山街）
1958年分设塘山、桃溪公社，1958年底塘山、桃溪人民公社划给东湖区管辖，1964年合并为塘山公社；1968年由南昌市划给南昌县管辖。
1970年由宜春地区南昌县划入南昌市郊区管辖。
1984年塘山公社改塘山乡。
1995年将何兴村、梁万村、艾湖村、鱼尾村划给新成立的京东乡。
1997年，面积40平方千米，人口2万，辖永和、公园、贤湖、永溪、长巷、七里、塘山、永红、星辉、星光、青湖、南镇、五联、涂黄、罗万、北沥16个行政村。乡政府驻塘山村胡家，距市区中心5.6千米。
2000年5月8日撤销塘山乡设立塘山镇（赣民字[2000]106号批复）
2001年10月北沥村由南昌高新技术开发区代管（目前正式属于高新区艾溪湖管理处管辖）
2004年9月7日南昌传统城区四市辖区进行调整，涉及塘山镇的调整如下：

塘山镇划出：永和、公园、贤湖、永溪、长巷、七里6个村划归东湖区新设立的贤士湖管理处管辖。

塘山镇从东湖区彭家桥街道划入：187、高新、南大北院、青山湖、谢家村、星光、上坊路、江大南路、南大南院、南昌水专、北京东路11个居（家）委会。
2004年的调整使得管理东湖区彭家桥街道治安户籍等工作的“南昌市公安局东湖分局彭家桥派出所”至今位于青山湖区塘山镇境内。
| -1956年 | 1956年                                                            | 1958年   | 1964年   | 1984年 | 1995年                                                  | 2000年              | 2001年                                 | 2004年 | 2004年-至今 |
| ------- | ----------------------------------------------------------------- | -------- | -------- | ------ | ------------------------------------------------------- | ------------------- | -------------------------------------- | --- | ----------- |
| 塘山乡  | 塘山乡                                                            | 塘山公社 | 塘山公社 | 塘山乡 | 塘山乡                                                  | 2000年5月8日 塘山镇 | 塘山镇                                 | 2004年9月7日 塘山镇 | 塘山镇      |
| 塘山乡  | 塘山乡                                                            | 桃溪公社 | 塘山公社 | 塘山乡 | 塘山乡                                                  | 2000年5月8日 塘山镇 | 2001年10月 划出 北沥村给高新技术开发区 | 从东湖区彭家桥街道划入 187、高新、 南大北院、 青山湖、 谢家村、星光、 上坊路、 江大南路、 南大南院、 南昌水专、 北京东路11个居（家）委会 | 塘山镇      |
| 塘山乡  | 塘山乡                                                            | 桃溪公社 | 塘山公社 | 塘山乡 | 划出 何兴村、梁万村、 艾湖村、鱼尾村 划给新成立的京东乡 | 不適用              | 不適用                                 | 划出 永和、公园、 贤湖、永溪、 长巷、七里6个村 给东湖区新设立的 贤士湖管理处管辖                                                         | 不適用      |
| 塘山乡  | 划出 唐山村的胡村、新何村 村民小组以及其他 地区给新成立的七里街道 | 不適用   | 不適用   | 不適用 | 不適用                                                  | 不適用              | 不適用                                 | 不適用 | 不適用      |

## 行政区划
塘山镇下辖以下地区：
湖景社区、燕鸣社区、一八七家委会、高新社区、南大北院家委会、青山湖社区、谢家村社区、星光社区、上坊路社区、江大南路社区、南大南院家委会、南昌工程学院家委会、湖滨社区、金域名都社区、五联村、塘山村、永红村、星辉村、星光村、青湖村、南镇村、涂黄村和罗万村。

## 人口
2000年第五次全国人口普查塘山镇总人口62143人，户籍人口58681人，居住在本地的户籍人口20848人。
2010年第六次全国人口普查塘山镇常住人口115067人。

## 交通
镇北是赣江南支，有豫章大桥跨江，曾经是南昌县蒋巷镇和新建区南矶乡公路通行的必经要道（现在跨江修通了兴旺大桥和滁北大桥），两乡镇通过 045县道和豫章大桥连接。
镇内主干道南北向有青山湖大道、高新达到贯通整个镇，东西向有民丰路、民强路、国威路、南京东路。
公交途径塘山镇政府公交车站“塘山乡政府”的路线有12路、216路。走南京东路途径塘山镇的公交有5路、10/11路、13路、202路、6路；走国威路途径塘山镇的有245路。

### 轨道交通
█ 1号线
彭家桥站 - 谢家村站
█ 3号线
上海北路站 - 青山湖大道（3号线）站
█ 4号线
青山湖东站 - 民园路站

## 经济
“2011年度江西省百强乡镇”中排名第三。
2013年镇财政收入11.07亿元，临江商务区所涉及的星辉村、永红村的拆迁工作也达到90%以上，为临江商务区的建设做好铺垫。

## 环境
青山湖除西岸外均属于塘山镇（包括除去东湖区湖岸10m延伸湖面的青山湖）不过青山湖湖面和湖岸整体归南昌市青山湖风景区管理处管理，沿湖有湖滨公园（部分）、市政公用广场、燕鸣岛公园等，国家电网江西省电力公司在湖旁的江西电力大厦更拥有139米高的室外温度计；南侧八一体育馆周围有体育公园。